# Gunung Kaler (plaats)
Gunung Kaler is een bestuurslaag in het regentschap Tangerang van de provincie Banten, Indonesië. Gunung Kaler telt 5090 inwoners (volkstelling 2010).